# Bismarcksolfjäderstjärt
Bismarcksolfjäderstjärt (Rhipidura dahli) är en fågel i familjen solfjäderstjärtar inom ordningen tättingar.

## Utbredning och systematik
Bismarcksolfjäderstjärt förekommer i bergstrakter i Bismarckarkipelagen och delas in i två underarter med följande utbredning:
- R. d. dahli – New Britain
- R. d. antonii – Nya Irland

## Status
IUCN kategoriserar arten som livskraftig.